# 1ª Divisão 2002-2003
Il campionato di 1ª Divisão 2002-2003 è stato il tredicesimo Campeonato Nacional de Futsal del Portogallo, svoltosi nella stagione 2002/2003 con 16 squadre nella prima divisione nazionale, ha visto prevalere il Benfica.

## Classifica finale
| Pos | Squadra          | Pti | G  | V  | N | P  | GF  | GS  |
| --- | ---------------- | --- | -- | -- | - | -- | --- | --- |
| 1   | Benfica          | 84  | 30 | 27 | 3 | 0  | 183 | 57  |
| 2   | Sporting Lisbona | 77  | 30 | 25 | 2 | 3  | 162 | 60  |
| 3   | Jorge Antunes    | 74  | 30 | 24 | 2 | 4  | 122 | 65  |
| 4   | Freixieiro       | 72  | 30 | 23 | 3 | 4  | 181 | 85  |
| 5   | Boavista         | 63  | 30 | 20 | 3 | 7  | 114 | 91  |
| 6   | Correio da Manhã | 38  | 30 | 11 | 5 | 14 | 121 | 132 |
| 7   | Vila Verde       | 37  | 30 | 11 | 4 | 15 | 96  | 111 |
| 8   | IDJV             | 35  | 30 | 9  | 8 | 13 | 124 | 121 |
| 9   | Sassoeiros       | 34  | 30 | 10 | 4 | 16 | 107 | 139 |
| 10  | Coimbrões        | 33  | 30 | 9  | 6 | 15 | 113 | 122 |
| 11  | Famalicense      | 33  | 30 | 9  | 6 | 15 | 88  | 99  |
| 12  | Moc. Arrabida    | 33  | 30 | 9  | 6 | 15 | 94  | 129 |
| 13  | Miramar          | 32  | 30 | 9  | 5 | 16 | 89  | 111 |
| 14  | Castelo          | 22  | 30 | 7  | 1 | 22 | 111 | 175 |
| 15  | S. Susana Pobral | 18  | 30 | 5  | 3 | 22 | 90  | 156 |
| 16  | Arca             | 4   | 30 | 1  | 1 | 28 | 43  | 185 |